# Christian Abbiati
Christian Abbiati (ur. 8 lipca 1977 w Abbiategrasso) – włoski piłkarz, który występował na pozycji bramkarza. W swojej karierze grał w AC Monza i w A.C. Milanie oraz na wypożyczeniu w Torino FC, Juventusie Turyn i Atlético Madryt był również reprezentantem Włoch. Po zakończeniu sezonu 2015/16 zakończył piłkarską karierę.

## Kariera klubowa

### Wczesna kariera
Christian Abbiati jako junior grał kolejno w takich drużynach jak Trezzano, Assago i Corsico. Zawodową karierę rozpoczynał w 1994 w AC Monza. W debiutanckim sezonie rozegrał dla niego tylko jedno ligowe spotkanie, a rozgrywki 1995/1996 spędził na wypożyczeniu w Borgosesia Calcio. Wystąpił w 29 meczach w Eccellenza Piemonte (szósta liga), a następnie powrócił do Monzy. Tym razem był już podstawowym bramkarzem w klubie i przez dwa kolejne sezony rozegrał 51 ligowych pojedynków.

### AC Milan
Latem 1998 Abbiati podpisał kontrakt z Milanem. W Serie A zadebiutował 17 stycznia 1999 w zwycięskim 2:1 spotkaniu przeciwko zespołowi Perugia Calcio, kiedy to w 92 minucie zmienił Sebastiano Rossiego. Z czasem Abbiati wywalczył sobie miejsce w pierwszym składzie, którego nie oddał przez kolejne cztery lata. Kiedy na San Siro trafił Brazylijczyk Dida, Włoch zaczął pełnić jednak rolę rezerwowego.
25 sierpnia 2004 na oficjalnej stronie internetowej pojawiła się wypowiedź Abbiatiego, w której włoski golkiper otwarcie skrytykował Nélsona Didę oraz Carla Ancelottiego. Sam zawodnik skomentował całą sytuację mówiąc, że to nie on jest autorem tych słów i za całą sytuację odpowiedzialna jest osoba zajmująca się stroną internetową.

### Sezon 2004/05
W sezonie 2004/2005 podczas meczu Ligi Mistrzów z Interem Mediolan Dida został trafiony przez jednego z kibiców racą dymną w bark i był zmuszony opuścić boisko. W jego miejsce na placu gry pojawił się Abbiati, lecz sędzia przerwał spotkanie na kilkanaście minut. Kilkadziesiąt sekund po wznowieniu gry arbiter przerwał pojedynek, a w kolejnych meczach bramki Milanu ponownie strzegł już Dida. 20 maja Abbiati rozegrał swoje ostatnie spotkanie dla ekipy „Rossonerich”, a grający w rezerwowym składzie podopieczni Carla Ancelottiego zremisowali 3:3 z US Palermo.

### Wypożyczenie do Juventusu
W letnim okienku transferowym Abbiati dał do zrozumienia, że chce zmienić klub. Był bliski przejścia do Genoi, jednak gdy zespół ten został zdegradowany do Serie C1 za ustawianie meczów, włoski golkiper powrócił do Mediolanu. 17 sierpnia został jednak wypożyczony do Juventusu, gdzie miał zastąpić kontuzjowanego Gianluigiego Buffona. Po przejściu na Stadio delle Alpi Włoch wreszcie regularnie zaczął grywać w wyjściowej jedenastce. Wystąpił w dziewiętnastu pojedynkach Serie A i wpuścił tylko dziewięć goli. Gdy po kilkumiesięcznej przerwie spowodowanej urazem do gry powrócił Gianluigi Buffon, Abbiati stał się jednak już niepotrzebny w drużynie „Starej Damy”.

### Wypożyczenie do Torino
18 lipca 2006 Abbiati został wypożyczony do Torino FC. Wystąpił w 36 ligowych meczach i razem z ekipą „Granata” uplasował się na czternastym miejscu w tabeli Serie A. Włoch zadeklarował chęć pozostania na Stadio Olimpico di Torino, jednak działacze klubu postanowili zrezygnować z jego usług. W miejsce Abbiatiego do Turynu ściągnięty został Matteo Sereni.

### Sezon 2007/08

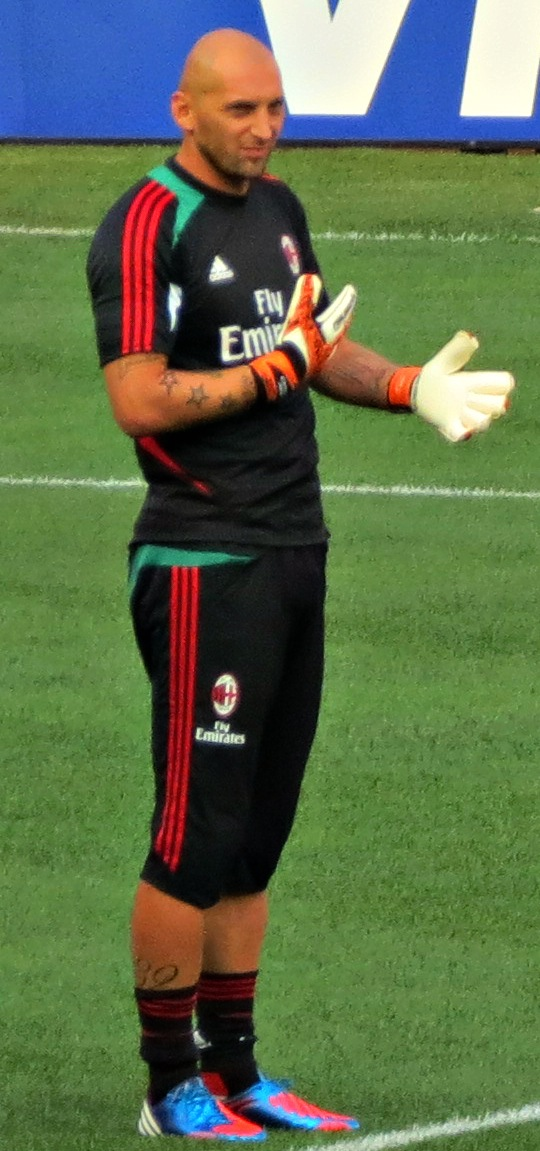
Abiatti w barwach Milanu.

Sezon 2007/2008 urodzony w Abbiategrasso zawodnik ponownie spędził na wypożyczeniu. Tym razem na tej zasadzie zasilił Atlético Madryt, gdzie początkowo pełnił rolę rezerwowego dla Leo Franco. Gdy Argentyńczyk doznał kontuzji, Abbiati zaczął grywać w pierwszym składzie. Po zakończeniu ligowych rozgrywek działacze Atlético stwierdzili jednak, że występy Włocha nie były wystarczająco dobre i nie zdecydowali się na zatrudnienie go w kolejnym sezonie.

### Powrót do Milanu
Latem 2008 włodarze AC Milan zdecydowali, że Abbiati kolejny sezon spędzi właśnie w tej drużynie. Podczas ostatnich rozgrywek słabo spisującego się Didę w bramce „Rossonerich” zastąpił Zeljko Kalac, jednak Australijczyk nie spisywał się rewelacyjnie. Abbiati stał się pierwszym bramkarzem Milanu, jednak 18 marca 2009 w pojedynku ze Sieną zderzył się z Giuseppe Favallim i zerwał więzadła w prawym kolanie. Po szczegółowych badaniach stwierdzono, że Abbiati nie będzie zdolny do gry przez około pół roku. Od początku sezonu 2009/2010 podstawowym bramkarzem Milanu został Dida. Abbiati pierwszy mecz w ligowych rozgrywkach rozegrał 31 stycznia 2010, a Milan zremisował 1:1 z Livorno. W kolejnym spotkaniu z Bari włoski bramkarz zachował czyste konto broniąc między innymi rzut karny wykonywany przez Barreto.
Latem 2010 z Milanu odszedł Dida, a w jego miejsce przybył Marco Amelia. Przed rozpoczęciem rozgrywek 2010/2010 Abbiati zmienił numer na koszulce z 12 na 32. Od początku rozgrywek Abbiati był w składzie nowego trenera Massimiliano Allegriego podstawowym bramkarzem. Przez pozostałe sezony był również podstawowym bramkarzem Milanu. Przed sezonem 2014/15 AC Milan sprowadził konkurenta do miejsca w bramce Diego Lópeza, który w tamtym sezonie stał się podstawowym bramkarzem Milanu. W sezonie 2015/16 całkowicie zabrakło miejsca w składzie dla Abbiatiego, gdyż z zespoły młodzieżowego do AC Milanu dołączył Gianluigi Donnarumma, który stał się najpierw rezerwowym Diego Lópeza a później pierwszym bramkarzem zespołu. Po zakończeniu sezonu 2015/16 zakończył piłkarską karierę

## Kariera reprezentacyjna
W latach 1998–2000 Abbiati zanotował szesnaście występów w reprezentacji Włoch do lat 21. Pomimo tego, że Włoch jeszcze nigdy nie znalazł się w seniorskiej kadrze „Squadra Azzura”, to Dino Zoff powołał go do drużyny na Euro 2000. Na turnieju tym Włosi wywalczyli srebrny medal, a Abbiati był trzecim po Francescu Toldo i Francescu Antoniolim bramkarzem zespołu. Po zakończeniu mistrzostw włoski golkiper wystąpił na Igrzyskach Olimpijskich w Atenach, na których Włosi zostali wyeliminowani w ćwierćfinale. W 2002 wychowanek Monzy znalazł się w kadrze Giovanniego Trapattoniego na mistrzostwa świata, w których Włosi swój udział zakończyli na 1/8 finału. Oficjalny debiut w reprezentacji swojego kraju Abbiati zaliczył jednak dopiero 30 kwietnia 2003 w wygranym 2:1 pojedynku przeciwko Szwajcarii. W latach 2004–2005 Włoch tylko trzy razy znalazł się w kadrze drużyny narodowej, jednak po zakończeniu kariery przez Angelo Peruzziego regularnie zaczął być do niej powoływany.